# María Árnadóttir
María Árnadóttir, född 11 juli 1956 på Island, är en svensk skådespelare.

## Biografi
Árnadóttir studerade vid Akureyris gymnasium på Island och tog examen där 1975. Därefter flyttade Árnadóttir till Sverige och tog en ettårig teaterutbildning vid Teaterverkstan i Stockholm. Statens scenskola i Malmö 1978-1981. Efter studierna har hon varit engagerad vid Malmö Stadsteater, Nya Skånska Teatern, Örebro Länsteater och Västanå Teater.

## Filmografi
- 1986 – Skånska mord – Bessingemordet
- 1990 – Plikten
- 2005 – Wallander – Innan frosten

## Teater

### Roller (ej komplett)
| År   | Roll | Produktion                          | Regi             | Teater            |
| ---- | ---- | ----------------------------------- | ---------------- | ----------------- |
| 1993 |      | Bernardas hus Federico García Lorca | Ronny Danielsson | Malmö stadsteater |

### Fotnoter
1. ↑  ”Maria Árnadóttir”. Svensk Filmdatabas. http://www.sfi.se/sv/svensk-filmdatabas/Item/?type=PERSON&itemid=263591&ref=%2ftemplates%2fSwedishFilmSearchResult.aspx%3fid%3d1225%26epslanguage%3dsv%26searchword%3dMaria+%C3%81rnad%C3%B3ttir%26type%3dPerson%26match%3dBegin%26page%3d1%26prom%3dFalse. Läst 24 september 2012.
2. ↑  Det var som fan.se Arkiverad 22 december 2015 hämtat från the Wayback Machine. om María Árnadóttir